# Depil
Depil (dánul: Deble) település Feröer Borðoy nevű szigetén. Közigazgatásilag Hvannasund községhez tartozik.

## Földrajz
A falu a sziget keleti partján fekszik, Norðdepil és Norðtoftir között.

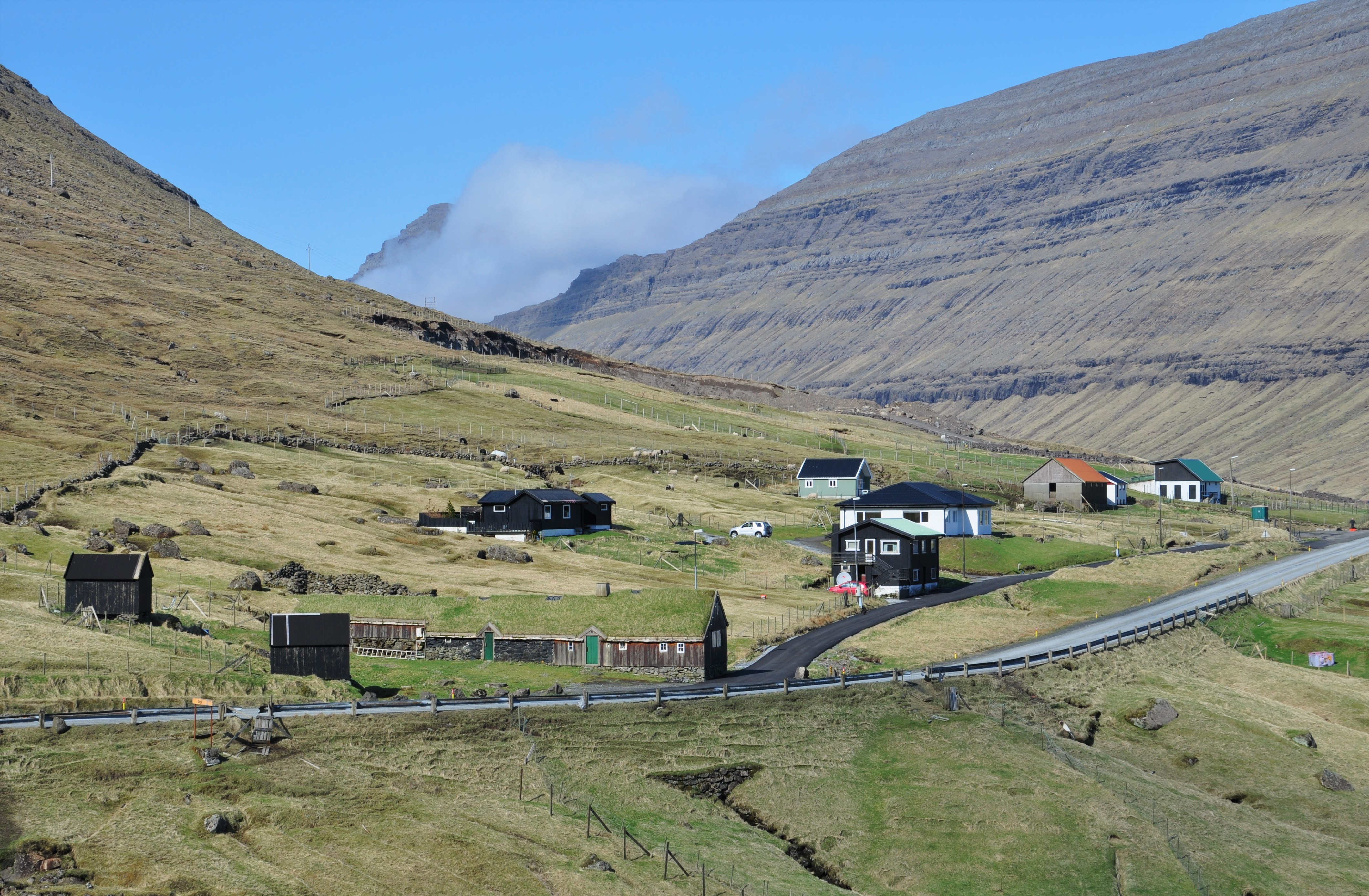
Depil (2022)

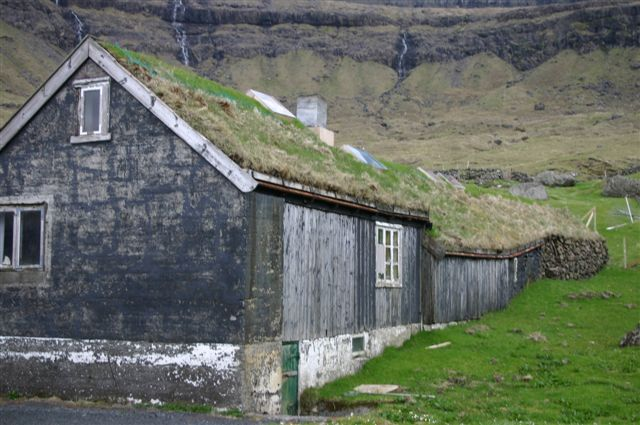
A régi tanyaház

## Történelem
Első írásos említése 1584-ből származik. A 19. század elejére a falu gyakorlatilag elnéptelenedett: a gazdák elhagyták a helyet, a föld máshol lakók tulajdonába került, és a megművelt terület felét visszahódította a természet. Az 1801-es népszámlálás már csak három öregembert talált itt, és 1815-re valószínűleg már évek óta lakatlan volt a település.
1815 őszén azonban egy 1766-ban született, Óli Árantsson nevű ember és felesége, Anna Óladóttir ide költöztek Norðtoftirból, és az élet visszatért a régi faluba. A történet szerint Guttorm Guttormsson építette a tanyaház legrégebbi részét, a felső részt pedig Tummas í Depli építette 1823-ban uszadékfából.

## Népesség
| 2021 | 3 |

| Év          | Lakosság |
| ----------- | -------- |
| 1986.01.01. | 4        |
| 1991.01.01. | 4        |
| 1996.01.01. | 3        |
| 2001.01.01. | 3        |
| 2006.01.01. | 2        |

## Közlekedés
Depilből északi irányban Múli, dél felé Klaksvík érhető el közúton, valamint a közelben található a szomszédos szigeten fekvő Hvannasundba vezető töltés is. A települést érinti a Klaksvík és Viðareiði közötti 500-as buszjárat.